# 谢尼
谢尼（法語：Chesny，法語發音：[ʃɛni]）是法国摩泽尔省的一个市镇，属于梅斯区。

## 地理
谢尼（49°3'17"N, 6°14'31"E）面积4.34 平方千米，位于法国大東部大區摩泽尔省，该省份为法国东北部内陆省份，是洛林的一部分，西南接默尔特-摩泽尔省，东临下莱茵省，北与卢森堡和德国接壤。
与谢尼接壤的市镇（或旧市镇、城区）包括：弗勒里、梅克勒沃、奥尔尼、佩尔特、普伊。

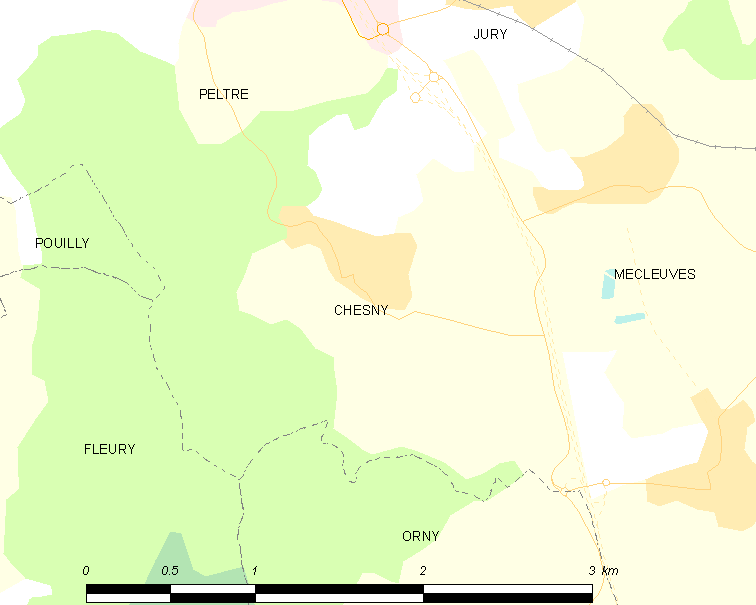
谢尼的OSM定位图

谢尼的时区为UTC+01:00、UTC+02:00（夏令时）。

## 行政
谢尼的邮政编码为57245，INSEE市镇编码为57140。

## 政治
谢尼所属的省级选区为梅斯地区县。

## 人口

1962-2008年间谢尼人口变化图示

谢尼于2022年1月1日时的人口数量为557人。